# 328432 Thomasposch
328432 Thomasposch este o planetă minoră (asteroid) din Outer Main Belt⁠(d). A fost descoperită pe 7 octombrie 2008 la Altschwendt⁠(d) de Wolfgang Ries⁠(d). 
Obiectul prezintă o orbită caracterizată de o semiaxă mare de 3,2184770139465 UAi, o excentricitate de 0,14734676233519, o înclinație de 3,5690284623753 ° în raport cu ecliptica.